# Kvemo Kartli
Kvemo Kartli (Lower Kartli, tiếng Gruzia: ქვემო ქართლი) là một vùng nằm ở đông nam Gruzia, giáp biên giới với các tỉnh Lori, Tavush của Armenia và vùng Ganja-Gazakh của Azerbaijan. Thủ phủ là thành phố Rustavi.